# Каплиці Версаля

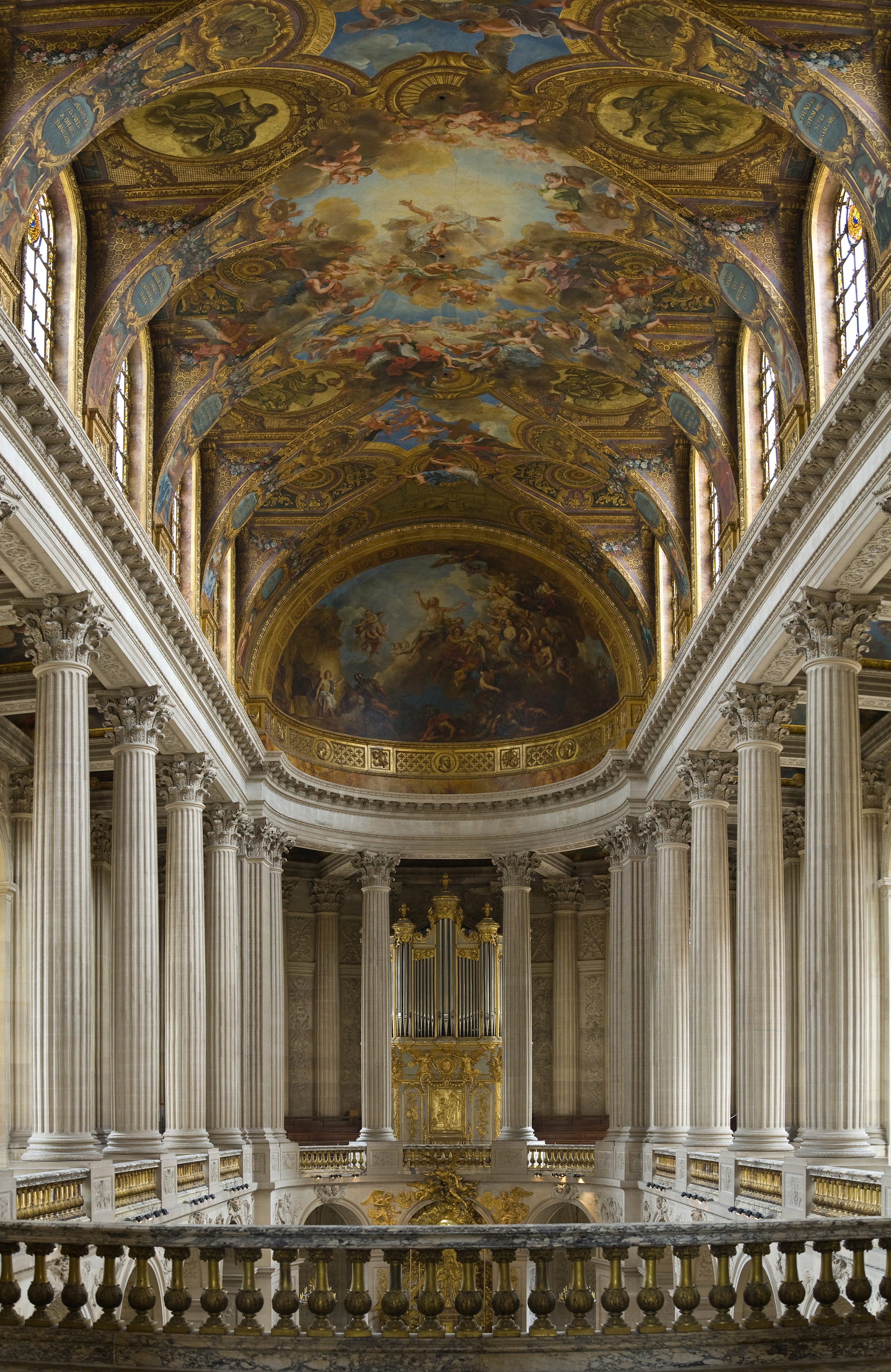
Версальська каплиця є одним з найвеличніших приміщень палацу. Цей вид з Королівської галереї, де Король і члени королівської родини слухали месу.

Сучасна Каплиця Версальського палацу є п'ятою в його історії. Каплиці палацу розвивались разом із палацом і були в центрі повсякденного життя королівського двору за доби Дореволюційної Франції, що тривала з XVII до кінця XVIII ст.

## Історія каплиць Версаля

### Перша каплиця
Перша каплиця у Версалі з'явилась за часів правління Людовика XIII і розміщувалась в окремому павільйоні у північно-східній частині палацу. Приблизно на цьому місці нині розміщується Кабінет золотого сервізу, що є частиною Малих апартаментів Короля. Ця каплиця була споруджена за моделлю двоповерхової палацової церкви, яка була традиційною для Франції; наступні каплиці Версаля також дотримувалися такої моделі. У 1665 році перша каплиця була зруйнована під час спорудження Грота Фетіди, який не зберігся до наших днів.

### Друга каплиця
Друга каплиця була споруджена у Версалі під час другої будівельної кампанії (1669–1672) Людовика XIV, коли архітектор Луї Лево створював новий палац. По закінченню нової частини палацевого комплексу, каплиця розміщувалась у Великих апартаментах Королеви і складала симетричну пару з Салоном Діани у Великих апартаментах Короля. Цю каплицю Королівська родина і двір використовували до 1678 року, коли була побудована нова третя каплиця. Другу каплицю перетворили на Зал варти Королеви.

### Третя каплиця
Розташована поруч з новим Залом варти Королеви, ця каплиця недовго слугувала за призначенням мешканцями Версаля. Незабаром після її спорудження Людовик XIV знайшов її незручною і непридатною для себе, а також для свого двору, який він офіційно розмістив у Версалі у 1682 році. У 1682 році це приміщення було перетворене у Великий зал варти Королеви (тепер тут Зал коронування) і була зведена нова каплиця.

### Четверта каплиця
При зведенні Північного флігеля, північного крила палацу, була побудована нова каплиця. Спорудження північного крила стало причиною руйнування Грота Фетіди; на його місці у 1682 році була побудована нова каплиця. Коли четверта каплиця була завершена, Салон Достатку, який також слугував входом до Кабінету диковин і рідкостей в Малих апартаментах Короля, був перетворений на вестибюль каплиці — названий так оскільки він знаходився на верхньому рівні каплиці, звідки Король і наближені члени королівської родини слухали щоденні меси. Цю капличку використовували до 1710 року, і вона була свідком безлічі значних подій в житті двору і королівської родини за доби правління Людовика XIV. Нині на її місці знаходяться Салон Геркулеса і нижній вестибюль.

### П'ята каплиця

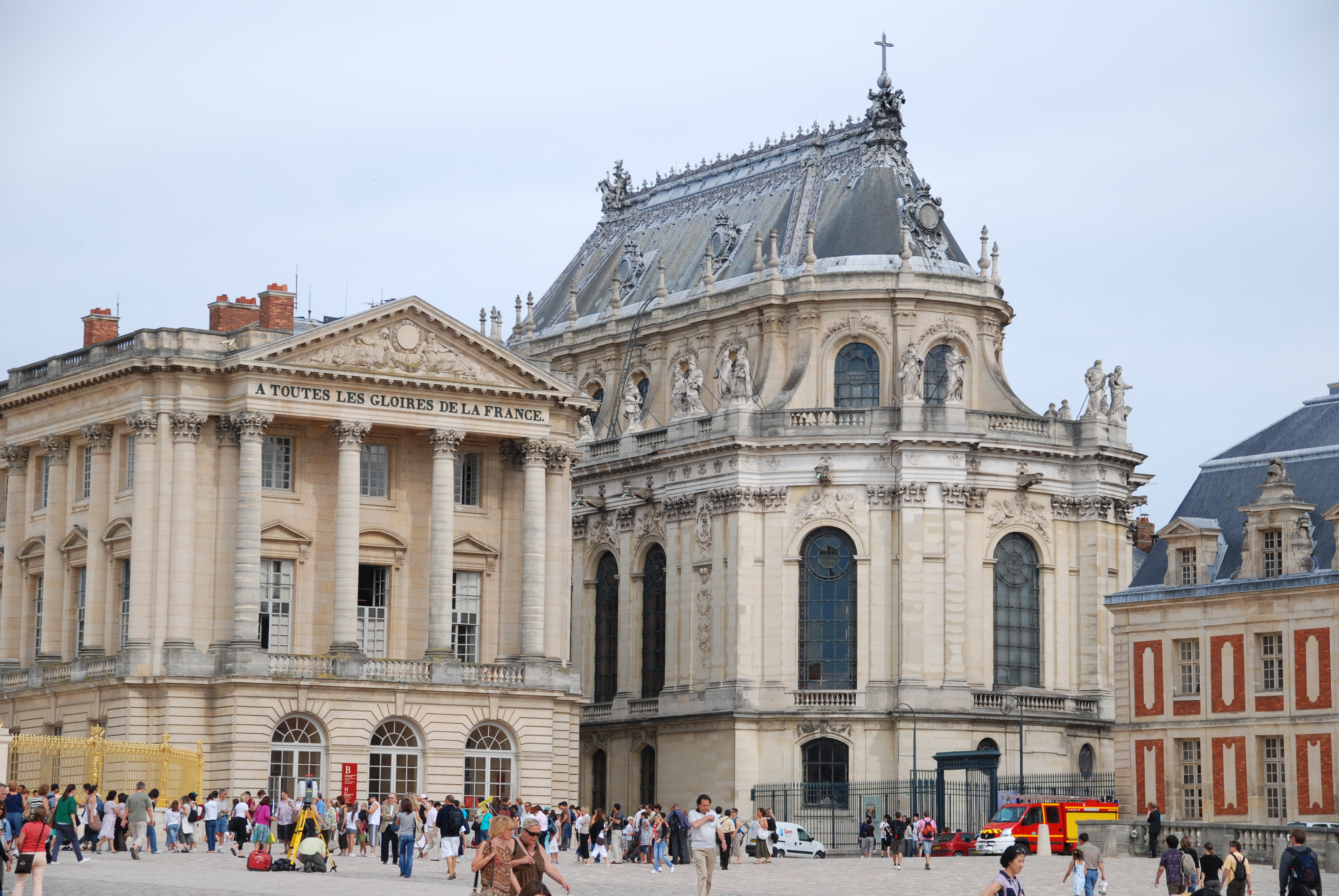
Барокова каплиця Людовика XIV у Версалі (праворуч).

Будучи основним елементом четвертої і останньої будівельної кампанії (1699–1710) Людовика XIV, заключна, п'ята каплиця Версальського палацу є безумовним шедевром мистецтва. Розпочате в 1689 році будівництво було призупинене через Дев'ятирічну війна; архітектор Жюль Ардуен-Мансард відновив будівництво в 1699 році. Він працював над цим проектом до своєї смерті в 1708 році, після чого проект завершив його зять Робер де Кот. Ця каплиця стала найбільшою серед всіх колишніх королівських каплиць у Версалі, і оскільки висота її склепіння дещо порушила строгу горизонталь лінії дахів всіх інших частин палацу, вона була негативно сприйнята деякими сучасниками тих років; можливо, найяскравіший відгук дав герцог Сен-Сімон, який назвав каплицю «величезним катафалком». Тим не менш, величні внутрішні приміщення викликають сильний захват і сьогодні та послужили джерелом натхнення для Луїджі Ванвітеллі при спорудженні каплиці палацу в Казерті.
Присвячена Людовику Святому, священному покровителю династії Бурбонів, каплиця була освячена у 1710 році. Традиційно застосована модель двоповерхової палацової церкви, проте, коринфська колонада на верхньому рівні виконана в стилі нео-класицизму, який розвинувся в XVIII столітті, хоча його застосування тут відзначається визначною віртуозністю. На верхній рівень можна потрапити через вестибюль, відомий як Салон каплиці, який був споруджений одночасно з самою каплицею. Салон каплиці оздоблений білим каменем і барельєфом «Переправа Людовика XIV через Рейн» роботи Нікола і Гійома Кусту, який є центральним елементом декору приміщення.

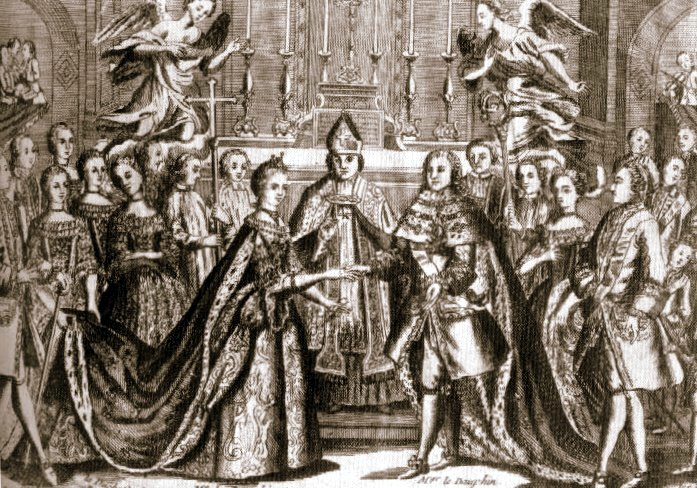
Гравюра, що зображає церемонію вінчання Марії Антуанетти і майбутнього короля Людовика XVI, яка відбулась в каплиці 16 травня 1770 року.

Підлога каплиці викладена різнокольоровим мармуром і біля підніжжя сходів, що ведуть до вівтаря, знаходиться коронований вензель із двох переплетених букв «L» які вказують на Людовика Святого і Людовика XIV. В скультурному оформленні і розписах присутні мотиви зі Старого Заповіту і Нового Заповіту. На стелі нефа представлена копозиція «Всевишній у славі приносить світові обіцянку спокутування» роботи Антуана Куапеля; напівкупол апсиди прикрашений роботою Шарля де ла Фосса «Воскресіння Христове», і над королівською трибуною — «Явлення Святого Духа Діві Марії та апостолам» Жана Жувене.

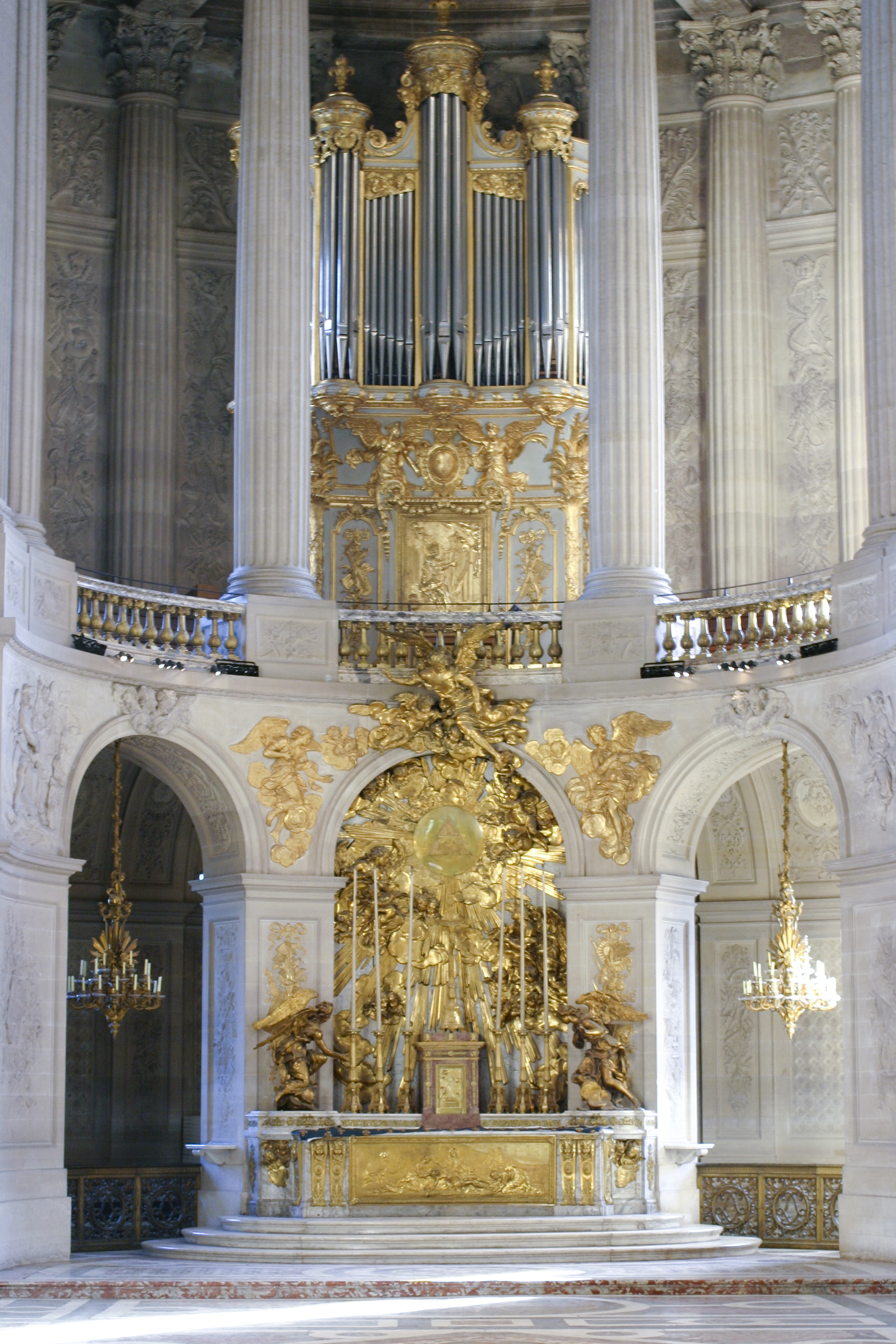
Вівтар Версальської каплиці.

Протягом XVIII століття каплиця була свідком багатьох подій при дворі. В ознаменування військових перемог і на честь народження дітей у Короля і Королеви (Синів Франції і Дочок Франції) тут співали Te Deum; в каплиці також відбувалися весілля, наприклад, вінчання дофіна Людовика, сина Людовика XV, і Інфанти Марії Терезії Іспанської 23 лютого 1745 року, вінчання дофіна — згодом Людовика XVI — і Марії Антуанетти 16 травня 1770 року. Однак, серед усіх церемоній, що проводились в каплиці, найретельніше розроблялися церемонії Ордена Святого Духа.
У XIX сторіччі каплиця стала світським місцем і з того часу є місцем проведення державних і приватних заходів. У каплиці Версаля часто проходять музичні концерти.